# Ciolăneștii din Deal, Teleorman
Ciolăneștii din Deal este satul de reședință al comunei Ciolănești din județul Teleorman, Muntenia, România. Se află în partea de nord a județului,  în Câmpia Găvanu-Burdea. La recensământul din 2002 avea o populație de 2.364 locuitori. La nord-est de localitate, în punctul Măgura Țui, arheologii au identificat o așezare eneolitică. Aceasta este inclusă în lista monumentelor istorice (cod: TR-I-s-B-14194).